# Paris–Saint-Étienne
Paris–Saint-Étienne war ein französischer Wettbewerb im Straßenradsport, der als Etappenrennen für Berufsfahrer veranstaltet wurde.

## Geschichte
Das Rennen wurde 1921 begründet. Es fand bis 1962 statt und hatte 13 Ausgaben. In der Regel wurden zwei Etappen gefahren. Der Kurs führte von Paris nach Saint-Étienne im Département Loire.
1962 wurde das Rennen nach längerer Pause neu organisiert. Das Rennen lief unter dem Namen Paris–Saint-Étienne–Nizza. Diese Rundfahrt fand auf dem Kurs von Paris–Nizza statt und wurde nach der 5. Etappe als Endergebnis für Paris–Saint-Étienne gewertet. Die folgenden vier Etappen gingen in die Wertung von Paris–Nizza ein.

## Sieger
- 1921  Honoré Barthélémy
- 1922  Jean Rossius
- 1923  Robert Jacquinot
- 1924–1925 nicht ausgetragen
- 1926  Maurice Van Hyfte
- 1927–1932 nicht ausgetragen
- 1933  Roger Lapébie
- 1934  Roger Lapébie
- 1935  Roger Lapébie
- 1936  Jules Rossi
- 1937  Pierre Cloarec
- 1938  Theo Pirmez
- 1939  Fernand Mithouard
- 1940–1948 nicht ausgetragen
- 1949  Maurice Desimpelaere
- 1950  Daniel Thuayre
- 1951  Attilio Redolfi
- 1952  Marcel Hendrickx
- 1953–1961 nicht ausgetragen
- 1962  Jef Planckaert